# Alexandria Villaseñor
Alexandria Villaseñor (Davis, 2005) is een Amerikaans klimaatactiviste. Ze is samen met Isra Hirsi en Haven Coleman mede-oprichter van US Youth Climate Strike en oprichter van Earth Uprising.

## Activisme
Toen Villaseñor op 13-jarige leeftijd in november 2018 op bezoek was bij familie in haar geboorteplaats Davis (Californië), woedde een van de ergste bosbranden in de geschiedenis van Californië door de staat. Vanwege de rook en haar astma kon Alexandria niet langer in Californië blijven en werd ze teruggestuurd naar New York, waarnaar ze met haar moeder was verhuisd. Daar deed ze de volgende weken onderzoek naar het verband tussen klimaatverandering en natuurbranden. Ongeveer een maand later, op 14 december 2018, besloot ze om elke vrijdag post te vatten voor het Hoofdkwartier van de Verenigde Naties in navolging van Fridays for Future en uit solidariteit met de Zweedse activiste Greta Thunberg. In mei 2019 ontving Villaseñor de Disruptor Award tijdens de Tribeca Disruptive Innovation Awards (TDIA). Ze ontving een beurs van The Common Good public advocacy-organisatie en ontving een Youth Climate Leadership-prijs van het Earth Day Network.
Toen Greta Thunberg in augustus 2019 na haar trans-Atlantische zeilbootreis in New York aankwam, werd ze begroet door enkele honderden klimaatactivisten waaronder Villaseñor en Xiye Bastida. Tegen die tijd hadden ze al contact met elkaar gehad via sociale media.
Tijdens de 2019 UN Climate Action Summit, op 23 september 2019 diende Villaseñor samen met vijftien andere jongeren, waaronder Greta Thunberg, een klacht in bij het Comité voor de Rechten van het Kind van de Verenigde Naties en beschuldigde Argentinië, Brazilië, Duitsland, Frankrijk en Turkije het Verdrag inzake de rechten van het kind te schenden door de klimaatcrisis niet adequaat aan te pakken.
In januari 2020 nam ze deel als jeugdspreker aan het World Economic Forum, waarna ze zich op 24 januari 2020 samen met Greta Thunberg aansloot bij de schoolstaking voor het klimaat in Davos, Zwitserland. Op 19 augustus 2020 was ze gastspreker op de Democratische Nationale Conventie.
Op 1 december 2020 werd Villaseñor in het tienermagazine Seventeen vermeld als een van de 2020 Voices of the Year.
In november 2021 was ze aanwezig op de COP26, waar ze de organisatie hekelde. Villaseñor was in november 2022 ook aanwezig op COP27 in Egypte. Ze meldde op twitter dat er merkbaar veel geblokkeerde websites waren waardoor het moeilijk was om te werken. Ze konden onder andere de eigen website van Earth Uprising niet gebruiken en veel persbureaus waren geblokkeerd.